# ダニー・マタイセン
ダニー・マタイセン（Danny Mathijssen 、1983年3月17日 - ）は、オランダの南部、北ブラバント州の都市ベルヘン・オプ・ゾーム出身の元サッカー選手。サッカー指導者。

## 経歴
現役時代はミッドフィールダーとして、ヴィレムII、AZ、RKCヴァールヴァイク、NACブレダで活躍した。
怪我の影響で、2009年に現役引退。RBCローゼンダールでコーチを務めた後、2011年にアマチュアクラブのMETO（かつてユース時代に所属していた）の監督に就任した。